# Изчезване на Фредерик Валентич
Фредерик Валентич (на английски: Frederick Valentich) е австралийски пилот, който изчезва безследно при тренировъчен полет с дължина от 235 километра с лек самолет Cessna 182L, над Басовия проток на 21 октомври 1978 г.
Двадесетгодишният Валентич информира контрола на въздушния трафик в Мелбърн, че е следван от неизвестен летателен апарат на около 300 метра над него и че неговият двигател започва да отказва, преди накрая да съобщи: „Това не е самолет.“
Има и други доклади за наблюдение на НЛО в Австралия в нощта на изчезването. Асошиейтед Прес съобщава, че Министерството на транспорта е скептично настроено, че НЛО е причина за изчезването на Валентич и че може би „Валентич е бил дезориентиран и е видял собствените му светлини да се отразяват във водата, докато лети с главата надолу.“

## Предистория
Фредерик Валентич е роден на 9 юни 1958 г. в Мелбърн. Той се интересува от авиация и два пъти се опитва да стане пилот в австралийските военновъздушни сили, но е отхвърлен поради липса на образование. Валентич комбинира работата си в магазин за военни и спортни съоръжения в едно от предградията на Мелбърн с обучение в Air Training Corps, надявайки се да стане професионален пилот, но не се справя добре. Той също така се интересува от уфологията, събирайки голяма колекция от статии по тази тема. Според баща си той се питал: „Какво може да направи НЛО в случай на атака?“, а също и с майка си веднъж (през същата 1978 г.) наблюдава неидентифициран обект в небето, движещ се с много висока скорост.
По време на изчезването му, Валентич е пилот от 4-та степен със 150 часа летателна практика. Преди последния си полет, той разказва на семейството си, на приятелката му и на други познати, че ще лети.

## Изчезване
Маршрутът е приблизително 235 километра от летище Мурабин до Кинг Айлънд. Времето е отлично. На борда на самолета има 4 спасителни жилетки и радиосигнал. Самолетът може да остане на повърхността поне за няколко минути, ако падне в морето. По време на полета Валентич многократно се свързва с контрола на въздушния трафик в Мелбърн и докладва за необичаен самолет, който го преследва. Той описва странното поведение на летящия обект и неговите конструктивни характеристики. Последното му съобщение е:
„Този странен самолет отново се носи над мен. Той виси... и това не е самолет.“
Тези думи са последвани от шумове от 17 секунди, описани като „метални шлайфащи звуци“, след което връзката е прекъсната. Нито Валентич, нито неговият самолет са намерени. След задълбочено разследване, австралийското министерство на транспорта стига до заключението, че не е възможно да се определят причините за изчезването на самолета и пилота.

### Издирване
Сигнал за издирване е подаден веднага след прекъсването на връзката със самолета (19:12 ч.). След като Валентич не пристига на летището в Кинг Айлънд в определеното време (19:33 ч.), търсенето започва както по въздух, така и по море, което продължава до 25 октомври. Няма следи от самолета.

### Анализ на разговорите
Едно от копията от разговорите на Валентич с ръководителя на полети Стив Роби, е изпратено до Техническия университет в Мелбърн, а другото до независимия изследовател Пол Норман, който след това го изпраща в САЩ до д-р Ричард Хейнс, професор в Държавния университет в Сан Хосе и бивш изследовател на НАСА. Според Хейнс, последните 17 секунди от записа са 36 изблици на шум с ясно определени граници на начало и край, но без забележими модели във времето или честотата. Произходът на шума остава необясним. Според някои предположения, такъв звук може да бъде причинен от отделянето на една от лопатките на витлото, което се придружава от силна вибрация на механизма.

## Разговор с диспечера
В текста на оригиналното декодиране липсват квадратни скоби и се добавят по смисъла при превод.
Преводът е направен възможно най-близо до оригиналния текст (на три страници). Позивната на Валентич е DSJ (Delta-Sierra-Juliet), диспечерът е FS (Flight Services).
19:06:14 DSJ: Мелбърн, това е DSJ. Има ли нещо известно за трафика под 5000 фута?
FS: DSJ, няма известен трафик.
DSJ: Струва ми се, че има голям самолет под 5000 фута.
FS: DSJ, какъв тип самолет е това?
DSJ: Не мога да кажа, има 4 ярки [точки], подобни на светлините за кацане.
19:07:31 DSJ: Мелбърн, това е DSJ, самолетът лети над ... най-малко на 1000 фута над мен.
FS: DSJ, разбрано. И това е голям самолет, така ли?
DSJ: Ами ... не знам [трудно да се каже] заради скоростта, с която се движи. Има ли някакви военни самолети наблизо?
FS: DSJ, [нищо] не е известно да има въздухоплавателно средство.
19:08:18 DSJ: Мелбърн, сега ме приближава от изток.
19:08:41 DSJ: (микрофонът е включен за 2 секунди)
19:08:48 DSJ: Мисля, че си играе някаква игра [с мен], той прелетя над мен ... три пъти със скорост, която не мога да определя.
FS: DSJ, разбираш ли каква е височината ти в момента?
DSJ: Моята е 4500, четири-пет-нула-нула.
FS: DSJ и потвърждавате, че не можете да определите типа на самолета?
DSJ: Да.
FS: DSJ, разбирам те, поддържай връзка.
19:09:27 DSJ: Мелбърн, DSJ, това не е самолет, това е ... (микрофонът остава включен за 2 секунди).
19:09:42 FS: DSJ, можеш ли да опишеш това, този ... самолет?
DSJ: DSJ, когато лети, изглежда [дълго] ... (микрофонът остава включен за 3 секунди) Не мога да кажа повече, защото с тази скорост (микрофонът остава включен за 3 секунди). Той е пред мен точно сега. Мелбърн?
19:10 FS: DSJ, разбирам те, и колко голям е този ... обект?
19:10:19 DSJ: Мелбърн, изглежда, че ме следва. Това, което правя сега, е да се движа в кръг и този обект също се движи над мен. Той има зелена светлина и нещо като метална повърхност, всичко е блестящо.
19:10:46 DSJ: (микрофонът е включен за 3 секунди) Той просто изчезна.
19:11:00 DSJ: Мелбърн, има ли нещо известно за самолета, който видях? Дали това е [нещо като] военен самолет?
FS: DSJ, потвърди, че ... самолетът е изчезнал.
DSJ: Повтарям.
FS: DSJ, все още ли лети с вас?
DSJ: Той ... (микрофонът остава в продължение на 2 секунди) се приближава от югозапад.
19:11:50 DSJ: Двигателят се затормозява, спечелих [височина] 2324, а факт е, че ... (кашля).
FS: DSJ разбирам, какви са твоите намерения?
DSJ: Моите намерения? (кашля) да летя до Кинг. (кашля) Мелбърн? Този странен обект се носи отново над мен (микрофонът остава включен за 2 секунди). Той виси и ... (микрофонът остава включен за една секунда) това не е самолет.
FS: DSJ?
19:12:28 DSJ: (микрофонът остава включен за 17 секунди, след което цялата връзка е прекъсната).

## Уфолози
Уфолозите изказват предположения, че извънземните са унищожили самолета на Валентич или са го отвлекли, като твърдят, че някои хора съобщават, че виждат „неравномерно движещата се зелена светлина в небето“ и че той „е бил в стръмно спускане по онова време“. Уфолозите смятат, че тези сметки са значителни, поради „зелената светлина“, спомената в радиопредаванията на Валентич.
Групата Ground Saucer Watch, базирана във Финикс (Аризона, САЩ), твърди, че снимките, направени през този ден от водопроводчика Рой Манифолд, показват бързо движещ се обект, излизащ от водата близо до фара Кейп Отуей. Според писателя за НЛО Джером Кларк Ground Saucer Watch твърдят, че са показали „добросъвестен летящ обект с умерени размери, очевидно заобиколен от остатъци от пара / отработени газове“, въпреки че снимките не са достатъчно ясни, за да идентифицират обекта.